# Zenit (kulturtidskrift)
För den socialistisk tidskriften (1957–1997), se Zenit (tidskrift)
Zenit är en kulturtidskrift som grundades 2004 och som bevakar kultur i Västergötland och Halland.
Tidskriften skriver om bildkonst, teater, dans, musik, litteratur, skulptur, installation och kulturlivet i stort. Utöver pappersutgåvan som kommer ut fyra gånger om året, driver tidskriften även en internettidning.
Zenit drivs av en ideell förening och är medlem i Tidskriftsverkstan i Göteborg.